# Nicolás Paredes
César Nicolás Paredes Avellaneda (5 september 1992) is een Colombiaans wielrenner die anno 2018 rijdt voor Medellín.

## Carrière
In augustus 2017 droeg Paredes twee dagen de leiderstrui in de Ronde van Colombia. Na de vierde etappe moest hij zijn leiderstrui afstaan aan Aristóbulo Cala, die de wedstrijd uiteindelijk ook zou winnen. In oktober van dat jaar werd hij, achter zijn ploeggenoot Cristhian Montoya, tweede in de vierde etappe van de Ronde van Chili. Door zijn tweede plaats nam hij wel de leiding in het algemeen klassement over van Gonzalo Garrido. Die leidende positie wist hij in de laatste etappe met succes te verdedigen, waardoor hij Patricio Almonacid, die in 2012 won, opvolgde op de erelijst.

## Overwinningen
2017
Eindklassement Ronde van Chili
2018
Eindklassement Ronde van Michoacán

## Ploegen
- 2013 –  472-Colombia
- 2014 –  4-72-Colombia
- 2016 –  Strongman Campagnolo Wilier
- 2017 –  Medellín-Inder
- 2018 –  Medellín

Arango · Cardona · Estrada · C. Montoya · J. I. Montoya · Ortega · Oyola · Paredes · Ramírez · Roldán · Sevilla · Vargas
Caicedo · Chalapud · Mendoza · Montoya · Oyola · Paredes · Roldán · Sevilla · Vargas